# Baoding
Bolas baoding (保定铁球) são artefatos de origem chinesa utilizados para exercitar as mãos e proporcionar relaxamento, combatendo o estresse. Por essa razão, são também conhecidos como bolas da saúde. O conjunto é tradicionalmente composto por duas bolas de tamanho pequeno, tradicionalmente de ferro, armazenadas em uma pequena caixa retangular.
A medicina tradicional chinesa utiliza as bolas da saúde como instrumentos que, movimentados entre as mãos, podem contribuir para a recuperação de contusões, ou ainda para exercitar a força e a agilidade. 
Além disto, as bolas podem também contribuir para fortalecer as mãos dos massagistas e propiciar o estado de relaxamento e concentração adequado à prática da meditação chinesa. 
O par de bolas é confeccionado de modo a produzir dois tipos de sons diferentes. O suave tilintar que cada uma produz ao serem manuseadas é nomeado pelos chineses "Rugido do Dragão e "Canto do Fênix": o Dragão Chinês e a Fênix (Feng Hua) representam para a cultura chinesa símbolos da harmonia Yin-Yang. 

## História

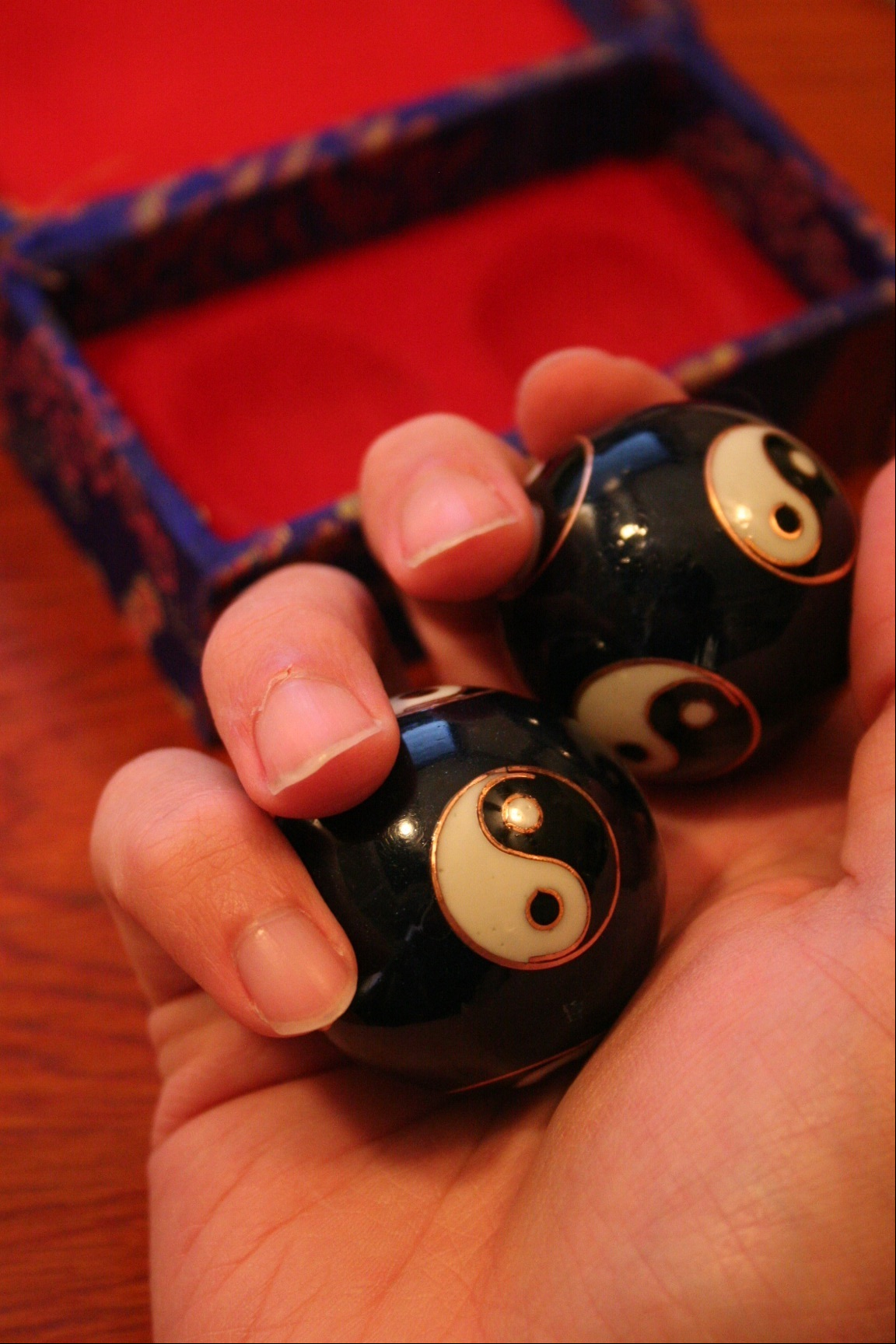
Bolas baoding sendo utilizadas

Teriam sido criadas na dinastia Ming (1368-1644) pelo ferreiro Wang Meng Shen, que por sua realização recebeu a função de artesão imperial.
Segundo a medicina tradicional chinesa, seu manuseio estimularia a circulação de energia pelos meridianos que passam pelas mãos, colaborando para aliviar o estresse, e aliviando sintomas locais de artrite ou reumatismo.

## Formas de uso (exercícios)
As bolas são pegas numa das mãos e giradas suavemente, sendo deslocadas continuamente em um sentido (horário ou anti-horário).
As duas mãos podem ser exercitadas ao mesmo tempo ou alternadamente.
Os usuários avançados podem frequentemente usar mais de duas bolas ao mesmo tempo; e criar séries, como três minutos num sentido (horário ou anti-horário), alternados com três minutos no sentido contrário; ou, pode-se ver quão rápido se consegue girar as duas bolas na palma da mão.
Usam-se pequenos impulsos com os dedos e com os músculos da palma da mão. Fazendo girar as bolas, deve-se evitar cuidadosamente sacudir os braços para movê-las. Somente a mão deve intervir e os movimentos circulares devem ser os mais precisos e regulares possível, mobilizando assim inteiramente a sua atenção.

## Saúde
Manipular as bolas na sua mão não só exercita os músculos da mão, mas antebraço e músculos do ombro também.
Além de desenvolverem os músculos, as bolas estimulam a circulação de sangue pelo corpo. 
Para acupunturistas, as bolas são consideradas ainda mais benéficas, na medida em que estimulam e exercitam importantes pontos de pressão situados nas mãos.
Entre outros efeitos benéfico já mencionados (relaxamento, auxílio na meditação e autocontrole, anti-estresse, tonificação da musculatura, etc), o uso das bolas nas palmas das mãos influencia diretamente três dos chamados "meridianos" do corpo humano descritos pela Medicina tradicional chinesa - especificamente: os meridianos do Pulmão; do Sexo/Circulação; e o do Coração. 
Toda estimulação, principalmente por meio da prática com as bolas, de determinados pontos destes meridianos, intensifica a circulação da energia vital. Essa intensificação equilibra os pólos biológicos (yin/yang) dessa energia e coloca uma ordenação no metabolismo do corpo em geral.
A Medicina Tradicional Chinesa afirma que as palmas das mãos têm relação com o coração, principalmente através dos meridianos do Coração e da Circulação/Sexo.